# 2019年の台湾
2019年の台湾（2019ねんのたいわん）では、2019年（民国108年）の台湾（中華民国）に関する出来事について記述する。

## 国家元首等
- 総統
  - 第14代: 蔡英文 （2016年5月20日 - ）
- 副総統
  - 第14代: 陳建仁 （2016年5月20日 - ）
- 行政院長
  - 第29代: 頼清徳 （2017年9月8日 - 2019年1月11日[1]）
  - 第30代: 蘇貞昌 （2019年1月11日[2] - ）
- 行政院副院長
  - 第41代: 施俊吉 （2017年9月8日 - 2019年1月14日）
  - 第42代: 陳其邁 （2019年1月14日 - ）
- 立法院長
  - 第11代: 蘇嘉全 （2016年2月1日 - ）
- 司法院長
  - 第11代: 許宗力（英語版、中国語版） （2016年11月1日 - ）

## できごと

### 1月
- 1月2日 - 嘉義で「中日会長杯青少年野球招待試合」の最終日[3]。
- 1月3日 - 中国漁船を取り締まるため、海洋委員会海巡署艦隊分署が大型巡視船「台南艦」を澎湖に派遣[4]。
- 1月4日 - 高雄市の中信造船高鼎工場で、自主建造の600トン級巡視船の起工式[5]。
- 1月5日 - 蔡英文が、中華人民共和国の「一国二制度」に対して、「断固として受け入れない」とする立場を示した[6]。
- 1月6日 - 民主進歩党の主席選挙が実施され、卓栄泰が当選[7]。
- 1月7日 - 内政部刑事局が、ドイツ企業BASFの台湾法人の技術者ら6人を営業秘密法違反の疑いで逮捕したと発表[8]。
- 1月8日 - 「総統府原住民族歴史正義および移行期の正義委員会」の委員22人が、中国共産党の習近平に対して、台湾は先住民古来の「伝統領域」であり中国の領土ではないとする共同声明を発表[9]。
- 1月10日 - アトレ微風南山が台北南山広場に正式開業[10]。
- 1月11日 - 内閣が総辞職し、蔡英文が新たな行政院長として蘇貞昌を任命[11]。
- 1月13日 - 卓栄泰が、民主進歩党の秘書長として羅文嘉（中国語版、英語版）を起用すると発表[12]。
- 1月14日 - 蘇貞昌を行政院長とする新内閣が発足[13]。
- 1月16日 - 国防部が新竹空軍基地で戦闘機のデモンストレーションを行った[14]。
- 1月17日 - 西部の海岸地帯で軍が大規模な演習を行った[15]。
- 1月27日 - 台南市美術館が全館正式開業[16]。

### 3月
- 3月14日 - 新北市の斜張橋淡江大橋が正式着工[17]。

### 4月
- 4月15日 - 市消防局が現在も消防署として使用している市定古蹟の旧台南合同庁舎に消防史料館が開館[18]。
- 4月18日 - 花蓮県を震源とするマグニチュード6.1の地震が発生、花蓮県銅門で最大震度7、他の大都市でも震度4から5を記録し、台北市ではビル2棟が傾いた[19]。（花蓮地震 (2019年)（中国語版））

### 6月
- 6月6日 - 台湾のモデル林志玲と黒澤良平は結婚しました[20]。

### 8月
- 8月6日 - 台湾民衆党結成。

### 10月
- 10月1日 - 宜蘭県蘇澳鎮南方澳漁港に架かる南方澳大橋が崩落する事故が発生した[21]。（南方澳大橋#崩落事故）
- 10月29日 - 米国議会上院[22]は、台湾の外交関係や国交を結んでいない国との民間交流、国際参加などを支持する[23]よう米行政機関に促す「台北法案」（TAIPEI Act）を全会一致で可決した[24]。

## 周年
- 3月19日 - アニメーション型歩行者信号「小緑人」誕生20周年（1999年同日、台北市）。